# Route nationale 855
Pour les articles homonymes, voir Route 855.
La route nationale 855 ou RN 855 était une route nationale française reliant Malling à la frontière franco-allemande. Elle a été créée par décret du 21 mai 1957 (ancien CD 17). À la suite de la réforme de 1972, elle a été déclassée en RD 855.

## Ancien tracé de Malling à l'Allemagne (D 855)
- Petite-Hettange, commune de Malling 49° 24′ 33,6″ N, 6° 18′ 28,1″ E
- Kerling-lès-Sierck 49° 23′ 51,97″ N, 6° 20′ 58,38″ E
- Obernaumen, commune de Kirschnaumen 49° 24′ 27,21″ N, 6° 27′ 06,48″ E
- Rémeling 49° 24′ 24″ N, 6° 29′ 10,27″ E
- Waldwisse 49° 24′ 49,49″ N, 6° 31′ 44,39″ E
- Allemagne 49° 25′ 32,14″ N, 6° 33′ 03,23″ E